# 19290 Шредер
19290 Шредер (19290 Schroeder) — астероїд головного поясу, відкритий 15 травня 1996 року.
Тіссеранів параметр щодо Юпітера — 3,462.